# 銹色阿胡鰕虎魚
銹色阿胡鰕虎魚（学名：Awaous aeneofuscus），为輻鰭魚綱鱸形目鰕虎亞目鰕虎科阿胡鰕虎魚屬下的一个种，為熱帶魚類，分布於東非及馬達加斯加淡水及半鹹水域，體長可達26cm，棲息在河口及溪流底中層水域，生活習性不明。

## 扩展阅读
- 維基物種上的相關：銹色阿胡鰕虎魚